# Saint-Arey
Saint-Arey là một xã của tỉnh Isère, thuộc vùng Rhône-Alpes, đông nam nước Pháp.